# Andrew Still
Andrew Still es un actor británico, más conocido por haber interpretado a Joel Dexter en la serie Hollyoaks.

## Biografía
Es hijo de Alan y Kate Still, tiene una hermana menor llamada Rachel.

## Carrera
El 22 de noviembre de 2011 se unió al elenco de la serie británica Hollyoaks donde interpretó al problemático Joel Dexter el hijo del criminal Warren Fox, hasta el 9 de enero de 2013 luego de que su personaje decidiera huir de Hollyoaks junto con Bart McQueen después de que Brendan Brady los amenazara luego de descubrir que intentaban robarle dinero. Actualmente en el 2016 Joel es interpretado por el actor Rory Douglas-Speed.
Esn el 2012 apareció en el spin-off de Hollyoaks llamado Hollyoaks Later donde interpretó nuevamente a Joel.
En julio del 2014 se anunció que Andrew se uniría al elenco principal de la última temporada de la serie Waterloo Road.

## Filmografía

### Series de televisión
| Año         | Título          | Personaje       | Notas                        |
| ----------- | --------------- | --------------- | ---------------------------- |
| 2016        | Fried           | Noah            | episodio "The Second Coming" |
| 2015        | Waterloo Road   | Scott Fairchild | 10 episodios                 |
| 2014        | Outlander       | Soldado         | episodio "Sassenach"         |
| 2011 - 2013 | Hollyoaks       | Joel Dexter     | 90 episodios                 |
| 2012        | Hollyoaks Later | Joel Dexter     | 2 episodios                  |

### Efectos visuales
| Año  | Título        | Notas        |
| ---- | ------------- | ------------ |
| 2010 | Henry's Crime | data manager |
| 2010 | Black Swan    | data manager |
| 2010 | Winter's Bone | data manager |